# Kurzawka wątpliwa
Kurzawka wątpliwa (Bovista pusilliformis (Kreisel) Kreisel) – gatunek grzybów z rodziny purchawkowatych (Lycoperdaceae). Przez laików często błędnie uważany za purchawki. Różni się od nich brakiem płonnej części (trzonu pod owocnikiem).

## Systematyka i nazewnictwo
Pozycja w klasyfikacji według Index Fungorum: Bovista, Lycoperdaceae, Agaricales, Agaricomycetidae, Agaricomycetes, Agaricomycotina, Basidiomycota, Fungi.
Po raz pierwszy opisał go w 1962 r. Hanns Kreisel, nadając mu nazwę Lycoperdon pusilliforme. Ten sam autor w 1964 r. przeniósł go do rodzaju Bovista.
Polską nazwę zaproponował w 2003 r. Władysław Wojewoda.

## Występowanie i siedlisko
Podano stanowiska w niektórych krajach Europy i pojedyncze w Ameryce Północnej, Południowej i Azji. W Polsce w 2003 r. Władysław Wojewoda przytoczył dwa stanowiska.
Naziemny grzyb saprotroficzny. Występuje w liściastych lasach.